# 원산 상륙 작전
원산 상륙 작전(元山商陸作戰, Operation Tailboard)은 한국전쟁 중 인천상륙작전의 성공에 따라 1950년 10월 2일부터 10월 28일까지 미 10군단장 에드워드 알몬드의 주도로 조선민주주의인민공화국의 영토인 함경남도 원산시를 목표로 한 상륙작전이다. 이 작전에는 90기동부대(소장 도이레 제먼스), 92상륙부대(중장 알몬드 에드워드), 95선견부대, 96.2초계 및 정찰전단, 96.8호위항모전단, 77고속항모부대, 79군수지원부대가 투입되었다. 작전 암호명은 테일보드 작전(영어: Operation Tailboard)이었다.
유엔군사령관 더글라스 맥아더 원수가 인천상륙작전이 성공적으로 전개됨에 따라 9월 29일 북진을 계획함에 따라 한반도의 동서양분의 지형조건에 따른 단일 지휘권의 문제를 개선하기 위해 미 8군과 미 10군으로 작전부대를 구분하하여 전세를 역전시킨다는 구상을 하였다.
하지만 공산군의 유엔군이 동해안에 상륙 혹은 함포공격을 할 것을 예상하여 설치한 기뢰로 9월 26일부터 10월 1일 사이 기뢰에 의한 함정들의 피해가 속출하였으며, 계획되었던 상륙작전이 지연되었다.
이에 최초 작전 목적을 달성하기 어렵다고 판단하여, 미 1해병사단은 원산에 행정적 상륙을 하게 하고 미 7사단의 상륙지는 원산에서 이원으로 변경하기로 결정하였다.

## 작전 구역

### 작전 수행 구역: 원산시
원산시(元山市 / Wonsan-si)는 북한 강원도의 행정구역 중 하나로, 북한의 대표적인 항구도시이자 경원선 등의 철도가 있는 교통 거점 도시이다. 강화도 조약(1876)으로 원산항이 개항하기 전까지 원산은 '어을매'라는 순우리말의 이름을 가진 작은 어촌에 불과했다. 옛 행정 구역 상에서도 '덕원부 원산촌'으로 기록되어있는 작은 어촌 마을이었다. 조선시대 옛 행정구역은 "군, 부, 면"의 순서대로 규모가 큰 순서인데, 이 중 원산은 덕원부라는 곳에 속한 촌마을로 기록되어 있었던 것이다.
강화도 조약 체결 이후 부산, 인천과 함께 원산항이 강제로 개항하게 되며 작은 어촌 마을은 발전하게 되었다. 외국상인들의 입항으로 다양한 점포가 생겼으며 외국 상가지대도 만들어졌다. 또한 원산과 서울을 잇는 경원선 또한 건설되며 항구를 통한 해상로, 육로가 두루 발전한 항구도시로 발전했다. 특히 원산은 일제강점기 시기를 거치며 많은 발전을 이루었는데, 한용운의 책 '명사십리(明沙十里)'를 참고해보면, 원산 바닷가 근처에 외국인 별장 20여채가 줄을 지어 있었다는 기록과 함께 한반도 유일의 관광도시라고 부를 정도였다고 한다.

### 원산의 지정학적 의미
원산은 북쪽의 다른 항구와 달리 원산항은 겨울철에도 얼지 않는 부동항이며, 항구 내 투묘 지역은 수심이 적절하고, 해저가 갯벌로 되어 있어 선박이 닻을 내릴 수 있는 좋은 여건을 갖추고 있었다. 특히 1880년에 항만공사가 시작되어 항구가 건설되었고, 1914년에 서울과 원산을 잇는 경원선이 부설되었다.

### 원산지역의 군사적 의미
원산은 북한 동부 지역의 정치, 경제, 문화 및 교통의 중심지이며 경원(서울-원산)선, 평원(평양-원산)선, 원라선(원산-라선)선의 시작점이다. 과거 1905년에는 러일전쟁 중이던 일본이 이곳에 군사기지를 구축하였다. 한국 전쟁 이전부터 원산은 지리적으로 중요하며 군사기지로써의 장점을 가진 것이다. 또한원산을 점령하였을 때, 원산과 평양을 연결하는 통로가 차단될 경우, 평원선의 횡적 작전선이 위협을 받아 북한군은 동서부로 전선이 분리되고 평양을 동쪽으로부터 압박을 줄 수 있게되는 전략적 요충지이다. 원산은 항구도시로서 당시 소련으로부터 각종 전투장비 및 보급품 등의 전쟁 물자를 들여오는 곳으로 적의 군수품 보급에 대한 타격을 줄 수도 있다. 또한 원산 비행장으로부터 약 20~30분의 비행거리 내에 평양이 존재해 북한 주요 시설의 제공권을 통한 타격을 용이하게 할 수 있는 요충지이다.

### 한국전쟁(1950년) 당시의 원산
1950년 6.25전쟁 당시에는 원산은 부두시설과 크레인, 대소형 선박이 정박할 수 있는 설비가 존재했으며, 주요 철도 설비 및 해군기지가 존재하는 인구 10만의 대도시였다. 또한 정유공장, 철도, 선박, 파이프 등의 다양한 공장이 있었으며 산업설비들이 있었다. 특히 원산은 일제시기에 만들어진 원산 비행장이 존재해 공군의 기지 역할을 수행할 수 있었다.
한국전쟁 시기 원산은, 북한 해군이 주둔한 곳이었다. 북한 해군은 1949년 8월 해군 군관학교를 졸업한 약 200명의 기간 장교를 기반으로 하여 청진기지에서 발족했다. 이후 원산으로 중앙기지를 이전하고, 청진･원산･진남포에 각각 위수사령부를 설치했다. 청진기지는 제1위수사령부, 원산기지는 제2위수사령부, 진남포기지는 제3위수사령부로 명명되었다. 각 기지 중에서 요충지대에는 파견대와 초소를 설치 하여 해상감시 및 방위에 주력했다. 사실상 북한 해군의 중추적인 역할을 수행하며 제588부대로 지칭되었던 원산 제2위수사령부는 4개 정대와 해안포병연대, 그리고 육전대로 편성되었다.

### 맥아더의 상륙지역 판단
실제로 맥아더 또한 원산을 점령했을 경우 평양을 압박하기 위해 원산을 상륙지점으로 선택했다고 밝혔다. 맥아더와 그의 참모진들은 원산이 동해안의 다른 해안의 항구보다 작전을 펼치기에 더욱 용이한 조건이었으며, 철도와 도로의 허브이자 거대한 중공업 공장들이 있어 북한의 군수품 관련 생산을 억제할 수도 있다. 또한 평양을 향해 서쪽으로 측면공격을 하거나, 원라선을 통한 북쪽으로의 진격이 용이해 기지로써의 가치를 높게 평가했다.

## 작전 환경

### 한반도 해안 지역의 지형적 특징
한반도 해역은 수심이 낮아 기뢰원 형성이 용이하고, 수질이 진흙물이어서 기뢰가 은닉되기 쉽다는 특징이 있다. 만약 북한 항구에서 기뢰를 해류에 띄워 보낸다면, 15일 이내에 한반도 주변 전 연안에 도달할 수 있기 때문에 기뢰는 상륙작전에 참가할 한국군 측 함정들을 위협하는 가장 큰 장애물이 되었다.
세부적으로 설명하자면 동해안은 수심이 깊고 조석간만의 차가 적다. 또한 해안이 가파르고 해안선의 굴곡이 적으며 육지 가까이까지 100패덤(1패덤은 1.8미터) 수심선이 위치하고 있다. 양항(良港)인 원산과 흥남 근해에는 기뢰부설에 매우 효과적인 천수붕(遷水棚, shelf)이 놓여 있었다.
서해안은 해안선의 굴곡이 심하고, 수심이 얕아 60패덤이상이 되는 곳이 없다. 평균 간만의 차는 21피트여서 기뢰부설에는 불리한 조건이지만 기뢰 부설이 불가능하지는 않다.

### 상륙 작전 저지를 위한 북한군 측의 기뢰 부설

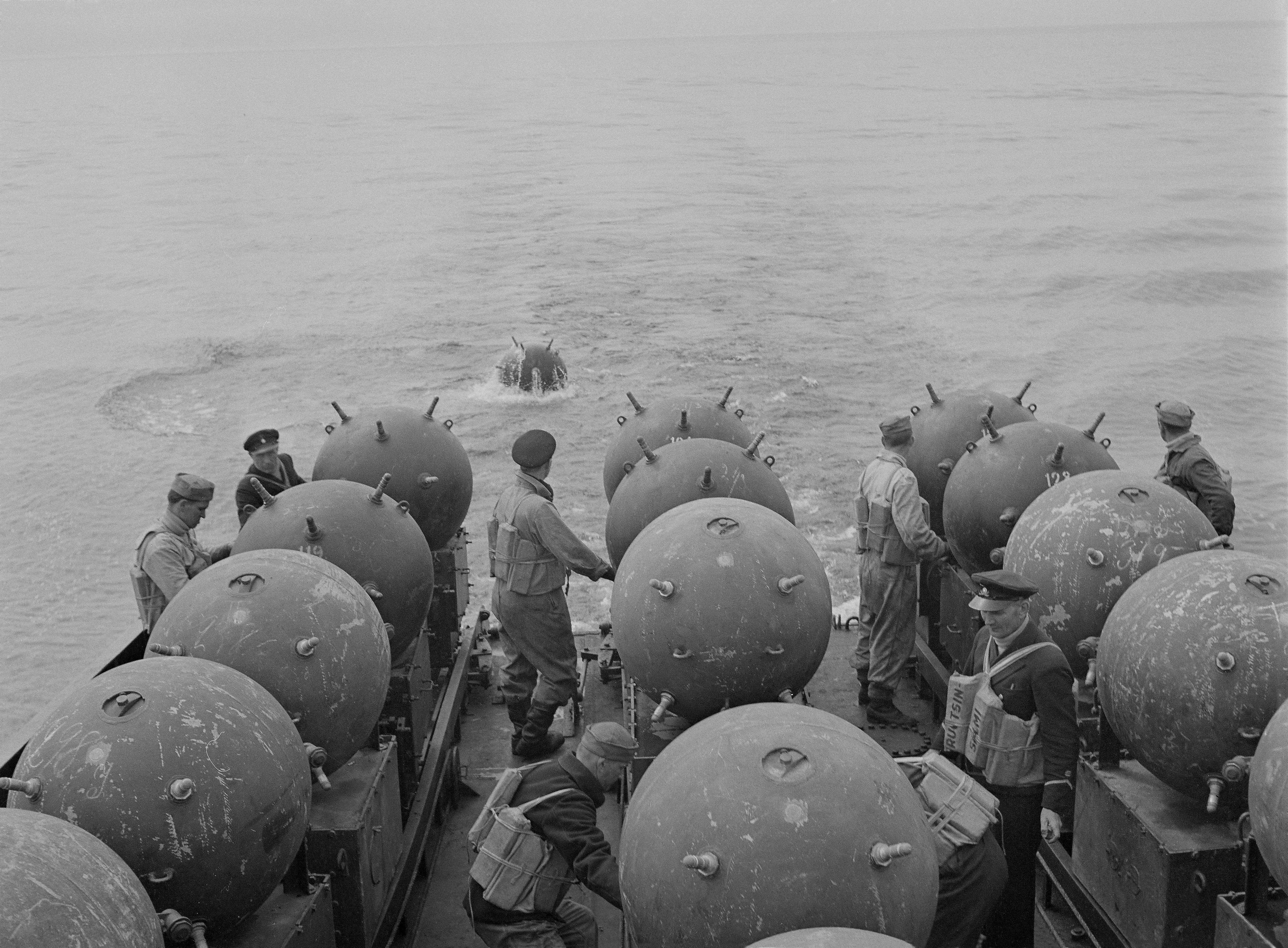
기뢰부설장면: 인력으로 기뢰를 적재한 후 예인선으로 부설장소에 예인해 1분 내지 1분 30초 간격으로 바지 후미에서 굴러 떨어뜨렸다.

6.25전쟁 당시 사용된 북한의 기뢰는 모두 소련에서 공급된 것이며, 대부분 1950년 7월 10일에서 20일 사이에 블라디보스톡에서 철도로 원산으로 수송되었다. 약 4,000개의 기뢰가 북한으로 유입되었으며 그 가운데 약 3,000개가 원산 근해에 부설되었다. 나머지 1,000개는 열차나 화물차로 진남포, 해주, 인천, 군산 등 서해안으로 이송됐다.
북한은 소련의 지원을 받아 예상되는 모든 상륙해안에 기뢰를 설치하여 유엔군의 상륙작전을 저지하고자 했다. 연안 해역에도 기뢰를 부설해 유엔해군 함정의 함포사격을 방해하고자 하였으며 원산과 진남포 근해의 기뢰부설을 8월 1일부터 시작되었던 것으로 판단되며, 인천상륙작전 이후에 더욱 가속화되었다.
북한군이 부설한 접촉기뢰(contact mine)은 부설 절차가 아주 단순하고 원시적이었다. 어선을 이용하거나 바지선(barge)에 궤도(track)를 장치해 10개에서 15개의 기뢰를 부설할 수 있도록 했다. 인력으로 기뢰를 적재한 후 예인선으로 부설장소에 예인해 1분 내지 1분 30초 간격으로 바지 후미에서 굴러 떨어뜨렸다. 이러한 방법으로 약 3,000개의 기뢰가 3주동안 원산항 근해에 부설되었다.

### 북한군 기뢰에 의한 국군 및 유엔군 측 피해

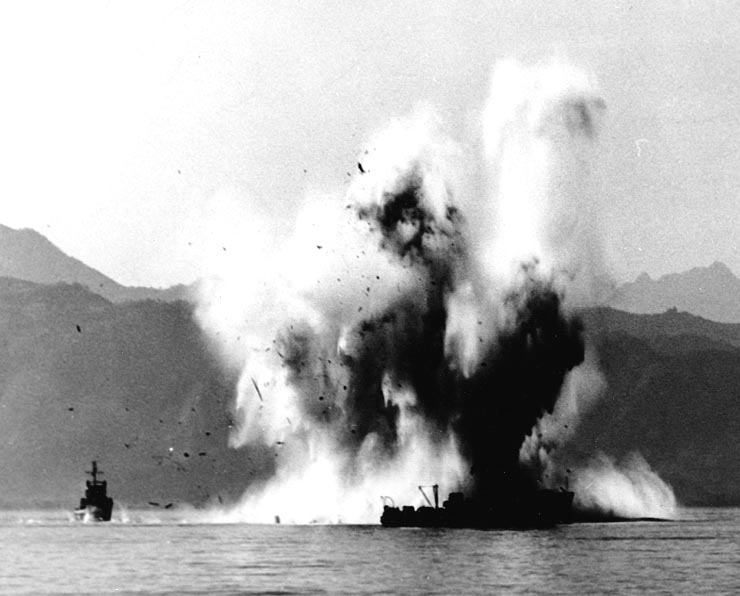
1950년 10월, 원산만 상륙을 위해 작전을 펼치던 중 YMS급 516 뿐만 아니라, 509, 504는 기존에 부설되었던 기뢰로 폭발 피해를 입었다.

1950년 9월 4일 미 구축함 매킨함(McKean)이 서해의 진남포 입구에서 적의 기뢰를 최초로 발견한 후 무려 300개가 넘는 기뢰가 한국 연안에서 발견되어, 미 극동해군사령관이나 미 7함대사령관은 원산상륙작전에 앞서 적의 기뢰부설로 야기될 위협을 우려했다. 25개 이상의 부유접촉기뢰가 한반도 주변의 공해상에서 발견되면서 9월 4일부터 30일까지 유엔군 함정과 항공기는 총 54회의 기뢰를 발견하였고, 대다수는 인천과 진남포간의 서해상에서 발견되었다.
1950년 9월 26일부터 10월 1일 사이에 기뢰에 의한 함정들의 피해가 속출했다. 9월 26일 미 구축함 브러시함(Brush)은 이 전쟁에서 최초로 기뢰 피해를 입은 함으로, 동해 단천 근해에서 적 해안포대를 탐색하다 기뢰접촉으로 함이 파손되어 전사자 13명, 부상자 34명이 발생했다. 이어 9월 29일에는 미 연안소해정인 맥피정(magpie)이 포항 근해에서 침몰되어 실종 21명과 부상 12명의 피해를 입었다. 9월 30일 미 구축함 맨스필드함(Mansfield)도 동해 장전항에서 격추된 공군조종사를 탐색하다 기뢰접촉으로 함파손과 함께 부상자 28명이 발생하는 피해를 입었다. 한국 해군의 함정도 기뢰접촉에 의해 함정과 인명 손실이 잇따랐다. YMS-509정이 9월 29일 구룡포 근해에서, YMS-504정이 10월 1일 진도 근해에서 기뢰접촉에 의해 파손되었다.

## 전투 부대 및 주요 무기

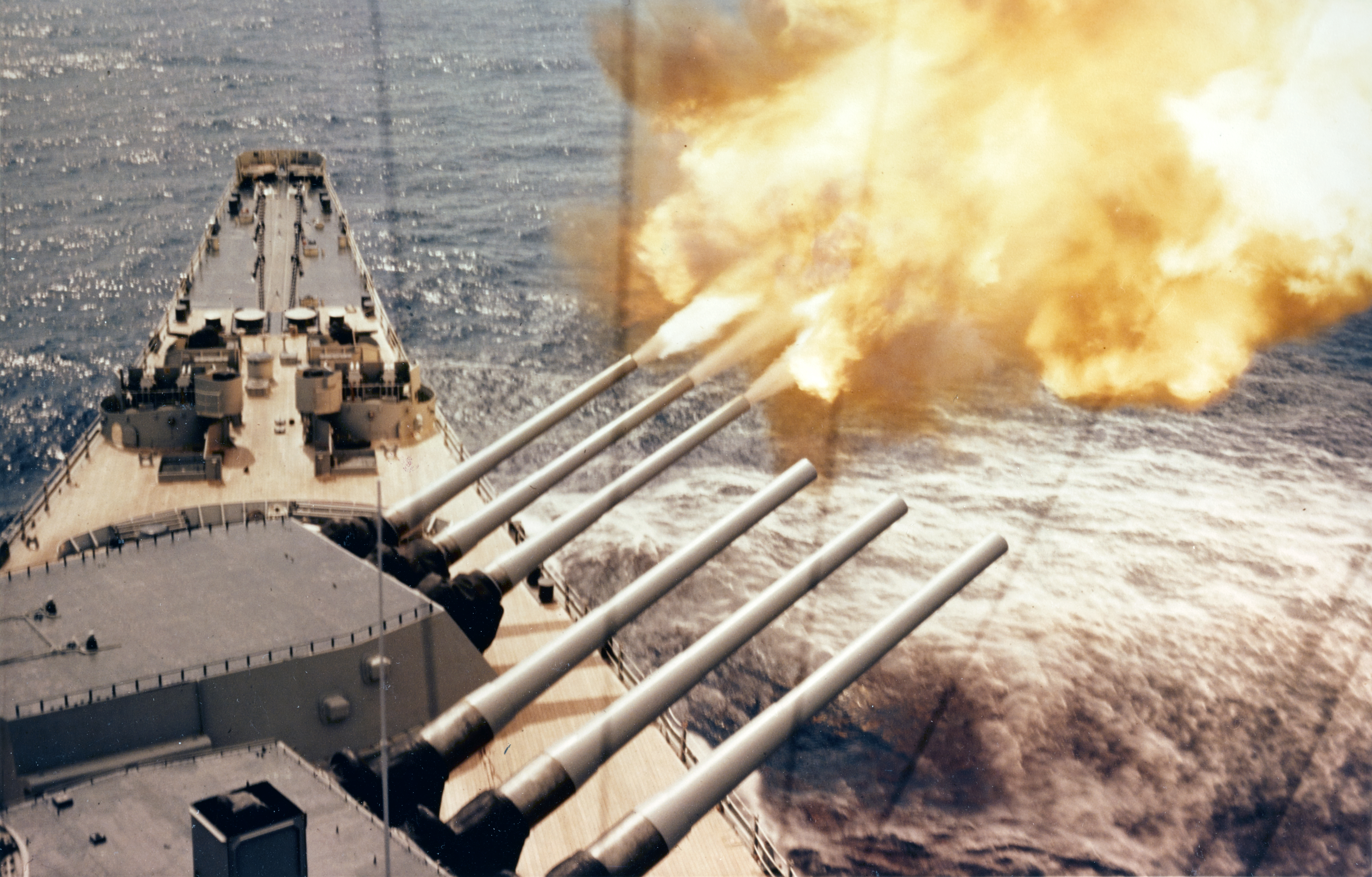
한국 전쟁 당시 발포 중인 위스콘신함의 16인치 함포. 원산 공격에도 참여했다.

맥아더의 구상에 따라 알몬드 장군은 작전 명령지를 수령한 당일 오후 인천에서 미 제 10군단의 예하 지휘관과 참모들을 소집해 구체적인 계획을 세웠다. 원산상륙작전의 개념은 패주하는 북한군의 퇴로를 차단하고 평양을 협공한다는 것이었다. 미 해군의 조이 제독과 제 7합동기동부대사령관 스트러블 제독은 추가적인 군수지원항으로 원산항 점령의 필요성을 인정하고 있었다. 원산상륙작전을 위한 해군의 계획은 인천상륙작전 계획의 복사본에 가까웠다. 다만 스트러블 제독은 소해전대(TG 95.6)를 추가해 10월 9일에 최종계획을 시달했다. 원산상륙작전을 위한 기동부대 조직은 다음과 같다.

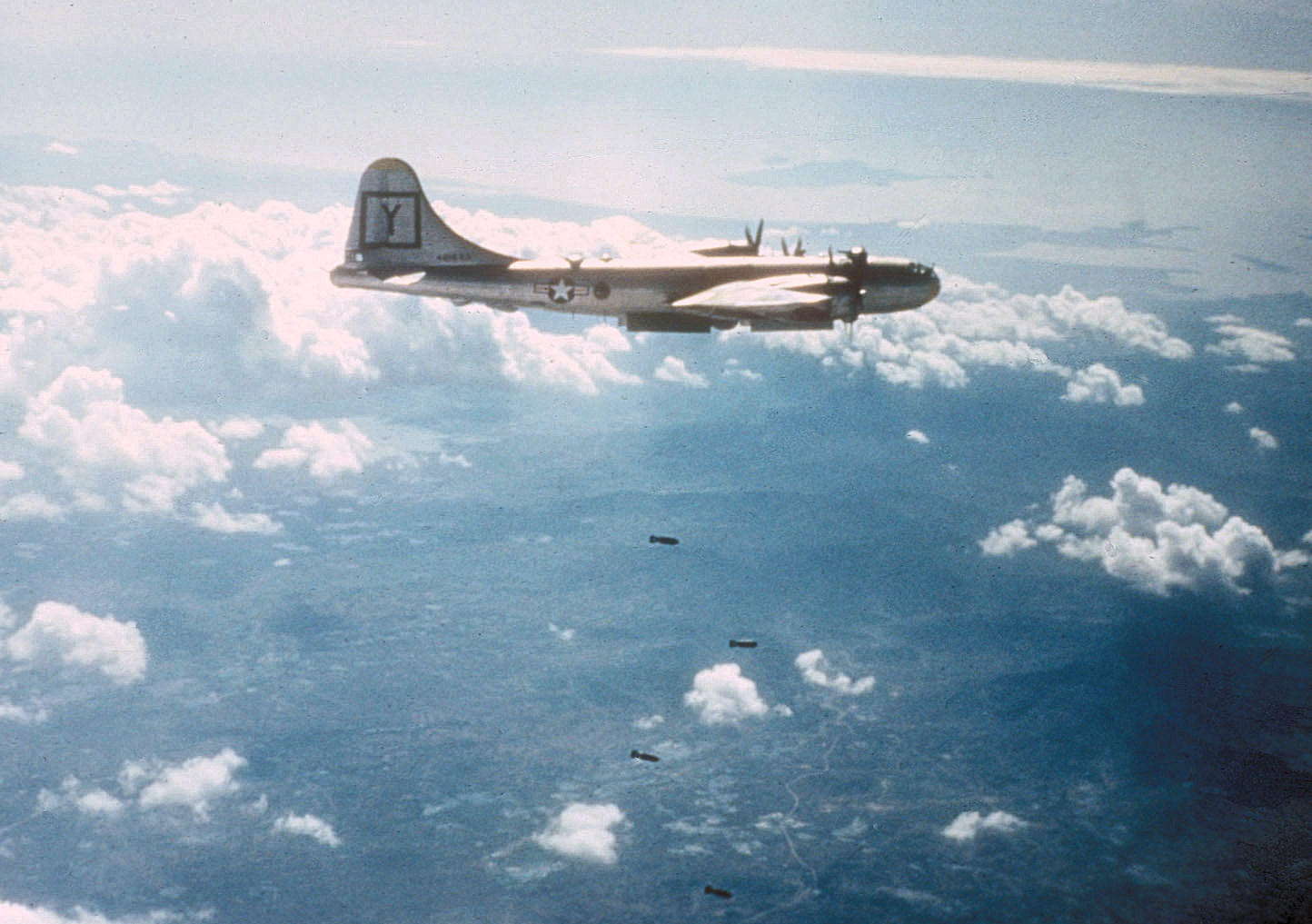
한국 전쟁 당시 카데나 공군기지를 이륙해 작전중인 B-29 폭격기. 원산 공습에도 참여했다.

JTF 7 제 7합동기동부대 (A.D Struble 미 해군 중장)
TF 90 공격부대 (J.H Doyle 미 해군 소장)
TF 92 제 10군단(E.A Almond 미 육군 소장)
TF 95 선견부대(A.E Smith 미 해군 소장)
TG 95.2 엄호 및 지원전대(C.C Hartman 미 해군 소장)
TG 95.6 소해전대(R.T Spofford 미 해군 대령)
TG 96.2 초계 및 정찰전대(G.R Henderson 미 해군 소장)
TG 96.8 호위항모전대(R.W Ruble 미 해군 소장)
TF 97 고속항모부대(E.C Ewen 미 해군 소장)
TF 99 군수지원부대(B.C Austin 미 해군 대령)
상륙작전의 성공을 위해서는 상륙병력 및 장비, 물자를 해상에서 육상으로 안전하게 투사하는 것이 중요하다. 특히 해군의 함정인 상륙함이 중요한 역할을 담당하는데, 상륙함의 종류로는 전차상륙함, 도크형상륙함, 강습상륙함이 있으며, 우리나라 상륙함의 대표적인 예로는 독도함, 천왕봉함이 있다.

원산상륙작전을 수행하기 위한 제7합동상륙기동부대의 기동편성은 아래와 같다. 북한의 동해안 방어체계가 무너지고 한국 육군의 북한 진격이 가속화됨에 따라 상륙작전 보다 육로를 통한 원산항 공격이 현명한 판단이 아니냐는 문제가 10월 초부터 제기되었다. 한국군이 동해안을 따라 빠른 속도로 북진함에 따라 실무진에서 육상과 해상 중 어떤 곳으로 진격하는 것이 효과적인 것인지에 대해 검토되고 계획이 작성되고 있었던 것이다.
| 부대명/세력 | 부대장                    |
| Joint Task Force 7, 제7 합동상륙기동부대 | 해군중장 A. D. Strubble   |
| Task Force 90, 공격부대 2AGC, 2APD, 4PF(영국 1척, 뉴질랜드 1척, 프랑스 1척), 1PCEC, 9APA, 15T-AP, 10AKA, 5LSD, 1LSM, 3LSMR, 48LST(30CAJAP), 20LSU, MSTS | 해군소장 J. H. Doyle      |
| Task Force 92, 제 10군단 | 육군 소장 E. M. Almond    |
| Task Force 95, 선견부대 | 해군 소장 A. E. Smith     |
| Task Group 95.2 엄호 및 지원전단 3CA, 3CL(영국), 6DD(영국 1척, 호주 1척, 캐나다 1척)                                                                    | 해군 소장 C. C. Hartman   |
| Task Group 95.6 소해전대 1DD, 1APD, 2DMS, 3AM, 7AMS, 1ARG, 1ARS, 8JMS                                                                                   | 해군 대령 R. T. Spofford  |
| Task Group 96.2 초계 및 정찰전단 1AV, 1AVP, 3개 해군, 1개 공군 초계전대                                                                                 | 해군 소장 G. R. Henderson |
| Task Group 96.8 호위항모전단 2CVE, 6DD | 해군 소장 R. W. Ruble     |
| Task Force 77, 고속항모부대 4CV, 1BB, 1CL, 16DD | 해군 소장 E. C. Ewen      |
| Task Force 79, 군수지원부대 *제 3전대와 31지원분대로부터 할당된 세력                                                                                    | 해군 대령 B. C Austin     |

## 작전 목적
원산상륙작전은 지상작전을 지원하기 위해 연안지역에서 연안해상기동수단 및 항공기를 이용해 접촉중인 적 부대의 정면 또는 측후방으로 상륙하여 지상작전부대와 연결하는 기타상륙작전의 한 형태라는 점에서 통영상륙작전과 공통점이 있다.
이에 따라 도출할 수 있는 원산상륙작전의 목적은, 기본적으로 지상작전을 지원하기 위한 것으로서, 다음과 같이 하나 또는 그 이상의 목적을 달성하기 위해 실시한다.
1. 작전적/전술적 적 중심 파괴로 유리한 여건 조성
2. 적 퇴로 및 병참선 차단, 증원 거부
3. 고착된 전선의 돌파
4. 우회기동을 통한 작전적 또는 전술적 포위달성
5. 적 주위 전환 또는 기만 달성

연안상륙작전은 지상작전 지원을 위한 것으로서 적시성, 신속성, 기습성이 가장 중요한 요소이기 때문에 적 해안 상 기뢰 및 각종 장애물에 대한 첩보는 반드시 확인되어야하며 선견부대에 의한 사전 소해 및 제거작업은 기동이 완전 불가하지 않는 한 가급적 회피해야하며 기뢰 및 해안장애물의 위치만 표시하여 피해를 최소화하여야 한다.

## 작전 계획

### 서울 수복 이후(1950년 9월 29일~)
인천 상륙작전과 낙동강 방어선에서 실시한 반격작전에 성공한 국군과 유엔군은 9월 말까지 미처 도주하지 못한 38도선 남쪽의 북한군을 격멸하고, 사실상 전쟁 이전 상태를 회복했다. 서울 수복 이후 국제사회의 이목은 과연 국군과 유엔군이 38도선을 넘어 북진할 것인가에 집중되었다.
대한민국 정부는 38도선 돌파 문제를 제기 했을 때 여러 의견이 오갔는데, 미국 내에서는 국무부와 국방부의 상반된 의견으로 대립하였다. 국무부는 중화인민공화국과 소련의 개입 여부가 확인 될 때까지 최종 결정을 유보해야 한다고 주장했으며, 만약 38도선 이북으로 북진 시에 중화인민공화국과 소련이 군대를 파견함으로써 제3차 세계대전으로 확대될 위험이 있다고 우려하였다. 이와 반대로 국방부는 이번 기회에 북한군을 완전히 분쇄해야 하며, 북한에 대한 실질적 점령이 필요하다는 맥아더 장군의 의견을 적극 수용하는 입장이었다.
이후 국가안전보장회의 문서(NSC 81)에서 유엔군은 북한군 격퇴 후 중화인민공화국과 소련의 개입이 없을 때에만 북진하고, 군사적으로 승리한 이후 유엔 주도 하에 한국 문제를 해결한다고 명시하였다.
미국 정부는 트루먼 대통령의 승인을 받아 유엔군의 군사작전에 대한 정책(NSC 81-1)을 확정하고 9월 15일에 미 합참을 거쳐 맥아더 장군에게 하달하였다. 미 합참은 유엔군사령관에게 북진에 대한 세부 지침을 작성하여 하달했는데, 이는 훗날 9.27 훈령으로 알려졌다. 이 지침의 핵심 내용은 유엔군의 38도선 돌파를 허용하지만, 오로지 북한군 격멸만 해야 하며 소련 및 중화인민공화국과의 군사적 충돌을 피해야 한다는 것이었다.
9.27 훈령에 의해 38도선을 돌파를 허가받은 맥아더 장군은 9월 29일에 구체적인 북진 작전계획을 미 합참에 제출하였다.
북진계획은 서부지역과 동부지역으로 나뉘며, 서부지역에서는 미 제8군이 주공으로서 38도선을 돌파한 뒤, 개성을 거쳐 평양으로 공격하며, 동부지역에서는 미 제10군단이 주공 공격 1주일 이내 동해안 원산에 상륙하여 교두보를 확보하고, 이후 원산-평양 축선을 따라 서북으로 진출하여 미 제8군과 연결 및 적의 퇴로를 차단하고 포위하는 것으로 구성되었다.
그리고 계획은 위에서 서술된 바와 같이 다음과 같은 전제 조건이 있었다.
1) 북한 정규군이 와해 되었을 것이라는 점
국군과 유엔군은 패주하는 북한군을 격멸하기 위함과 한반도의 통일국가를 달성하기 위해서 38도선을 먼저 무시하고 침략한 북한군을 섬멸하는 것에 계획의 의의가 있었으며, 북진의 효과적인 결과를 만들어내기 위해서는 북한의 정규군이 와해 되어 북한군의 응집력이 약화되어 있음이 전제되어야 했다.
이러한 전제조건은 인천 상륙작전과 낙동강 방어선에서 실시한 반격작전에 의해 38도선 이남의 북한의 정규군이 와해되었으므로 어느정도 성립되었다고 볼 수 있다.
2) 소련이나 중국이 참전하지 않을 것이라는 점
이 전제 조건은 6.25 전쟁이 과연 한반도 지역에 국한 되어 있던 것이 세계 전쟁으로 그 규모가 확대될 것일까에 대한 중요한 요건에 해당했다. 북한이 중국과 국경을 접하고 있으며 6.25전쟁의 개전에 깊숙하게 관여한 중화인민공화국과 소련이 한반도 문제에 개입하게 된다면 자칫 제3차 세계대전으로 확전될 수 있음을 우려한 입장을 표명한 조건이다.
이승만 대통령은 38도선 이북으로의 돌파 필요성을 강조하였다. 이러한 의지는 육군 총참모장(당시 정일권 소장)에게 전달되었으며, 육군 총참모장은 미 8군사령관(당시 워커 중장)에게 동해안 전선의 국군이 전술적 필요에 따라 양양 북쪽 기사문리 일대의 고지를 점령해야 한다고 보고하여, 38도선 북쪽으로 기동하는데 필요한 승인을 얻어내었다. 이를 근거로 국군 선두부대가 10월 1일 최초로 38도선을 돌파하였다.
이승만 대통령은 38도선 이북으로의 돌파 필요성을 강조하였다. 이러한 의지는 육군 총참모장(당시 정일권 소장)에게 전달되었으며, 육군 총참모장은 미 8군사령관(당시 워커 중장)에게 동해안 전선의 국군이 전술적 필요에 따라 양양 북쪽 기사문리 일대의 고지를 점령해야 한다고 보고하여, 38도선 북쪽으로 기동하는데 필요한 승인을 얻어내었다. 이를 근거로 국군 선두부대가 10월 1일 최초로 38도선을 돌파하였다.
결론적으로, 원산상륙작전은 1950년 9월 29일 서울 수복 기념식 직후 맥아더 장군을 중심으로 북진 계획의 일환으로, 일부 작전으로서 시작되었으며, 38도선 이북에 위치한 원산을 작전지로 한 계획 수립이 진행되었다.

### 작전 수립에 대한 의견 충돌

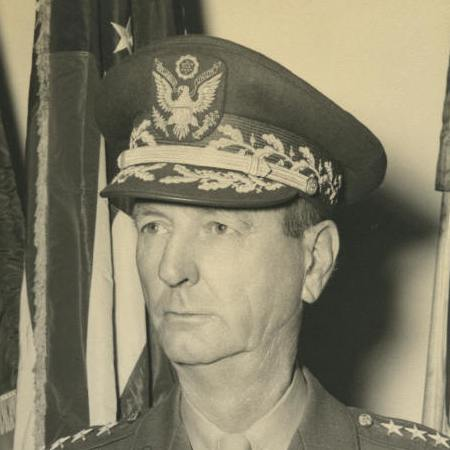
맥아더 지휘 예하 참모로서, 원상상륙작전에 대한 한계점을 지적하며 작전 수립과정에 참여하였다.

맥아더 지휘부에서도 일부 참모들의 반대 의견은 있었으나 대부분 원산상륙작전 공격을 선호하고 있었다. 맥아더의 참모인 히키 장군과 라이트 장군은 제 10군단이 제 8군과 통합작전을 수행하면 군수지원이 더욱 수월할 것이라고 하였다.
그럼에도 불구하고 대부분의 해군 지휘관들은 제 10군단이 한반도의 동쪽 절반을 맡아야 하는 필요성을 이해하였지만 원산으로 해상수송에 대하여 원치 않았다. 즉 10군단이 해상으로 우회하여 원산으로 이동하는 것보다 육상으로 전진하는 것이 더 쉽고 시간이 적게 걸릴 것이라고 예상했다.
육상으로의 이동을 선호하는 해군의 이유는 다음과 같다.
1. 빠른 조류가 있는 좁은 항구에서 제 10군단 탑승병력과 제 8군의 보급품 하역이 겹칠 경우 심각한 문제를 야기한다.
2. 함선과 상륙주정이 제한된 가운데 상륙작전을 위해 모든 해상세력을 집결시킨다면 다른 지역에서의 원활한 군수지원이 이루어지지 않는다.
3. 소해함정들이 예상보다 많은 기뢰를 조우한다면 원산 상륙작전이 지연될 개연성이 존재한다.

이러한 논쟁과 토의에도 불구하고 해상을 통해 원산으로 돌격하겠다는 맥아더 장군의 결정은 변함이 없었다. 맥아더 장군이 상륙돌격에 대해 확고한 의지를 가지고 있었기 때문에 더 이상 논쟁하는 것은 무의미했다.

### 작전 계획 수립

#### 맥아더 장군의 명령
맥아더 장군은 위에서 서술한 바와 같이, 9.27 훈령에 따라 1950년 9월 29일 구체적인 북진 작전계획을 미 합참에 제출하였다. 그리고 동년 10월 2일 예하부대에 하달하였는데, 북진 계획은 다음과 같다.
1) 미 제8군은 주공으로서 38도선을 돌파한 뒤, 개성→사리원→평양 축선을 따라 공격한다.
2) 미 제10군단은 주공이 공격을 개시한 뒤 1주일 이내에 동해안 원산에 상륙하여 교두보를 확보하고, 이후 원산→평양 축선을 따라 서북으로 진출하여 미 제8군과 연결하며, 적의 퇴로를 차단 및 포위한다.
3) 유엔군은 정주~군우리~영원~함흥~흥남을 연결하는 선까지만 진격하고, 그 이북지역에 대한 작전을 국군이 전담한다.

이 계획을 보면 알 수 있듯이 맥아더 장군은 원산 상륙작전을 통해 북진 작전을 성공시키고자 하였다. 맥아더 장군이 미 제10군단을 동부전선으로 이동시켜 원산에 상륙시키고자 했던 이유는 미 제10군단을 원산에 상륙시킴으로써 북한지역에서 가장 협소한 평양~원산을 연결하여 전선을 형성하고자 하였고, 평양에서 포위망을 구축하여 북한군을 격멸을 시도하고자 했기 때문이다. 그리고 북한지역의 지형적 지형적 특성을 고려했을 때에도 태백산맥, 낭림산맥이 전선의 횡적 연결을 곤란하게 하였고, 동서 지역간 통신을 통한 작전협조가 사실상 불가능 하였기에 서부전선과 동부전선의 독립적인 작전이 필요하였기 때문이다. 또한 군수지원 면에서 전선이 낙동강에서 38도선으로 북상함에 따라 국군과 유엔군의 전 부대에 원활한 보급지원을 제공하기 위해서 원산항의 사용이 필수적이었다.

#### 작전 실시 명령
북진작전은 1950년 10월 4일, 유엔군사령부의 북진작전계획에 따라 10월 4일부터 북진작전에 돌입한 서부전선의 미 제8군 예하 미 제1군단이 10월 8일 북진 공격을 개시하였고, 임진강을 건너 공격 당일 개성까지 진출하였다.
그리고 원산상륙작전은 9월 말 38도선 북진에 관한 대한민국과 미국간 논쟁이 일어나던 시기에 대한민국 정부, 국군통수권자인 이승만 대통령의 단독 결심에 따른 육군 참모장의 결정에 따라 국군 제1군단의 제3사단과 수도사단이 10월 1일 38도선 돌파를 감행하면서 시작되었다.

## 작전 과정

### 여건조성작전 (국군의 동부전선 북진)
1950년 9월 29일, 서울 환도식을 마친 뒤 이승만 대통령은 북진 명령을 하달하였다. 명령을 하달 받은 육군 총참모장(당시 정일권 소장)은 가장 북쪽에 진출한 동부전선의 국군 제1군단에 연락하여 진격에 방해되는 요소가 있는지 물었고, 국군 제3사단 정면 양양 측면에 방해요소가 있다고 보고를 받았다. 육군 총참모장은 곧바로 미 제8군 사령관(당시 워커 중장)에게 "제3사단이 38도선 북방 요지(하조대-양양 남쪽)에서 사격을 받아 큰 손실을 입고 있다. 38도선 지상에 뚜렷한 경계가 있는 것도 아니니 이를 공격하게 해 달라."고 요청하였고 워커 장군이 곧바로 승인하면서 1950년 9월 30일 현장 시찰 직후 구두로 "북진하라!"는 명령을 하달하였다.
국군은 국군 제3사단 제23연대를 선두로 1950년 10월 1일 오전 05시에 38도선을 돌파하였다.

### 원산탈환작전 (양양-간성-원산 진출, 점령)
국군은 1950년 10월 1일 오전 05시에 38도선을 돌파한 이후 동년 동월 동일 14시에 양양에 도달하였다. 국군 제3사단이 양양을 정면으로 돌입하면서 동시에 제3사단 서측으로 수도사단 제18연대가 양양에 동시에 입성하였다. 이어서 10월 3일에는 간성을 점령하였고, 10월 9일 원산 외곽에 도달하였다. 그리고 10월 10일 수도사단과 함께 공격을 개시하여 원산 시가지에 진격하였다. 곧이어 1950년 10월 11일, 원산을 완전히 점령하였다.
동부전선의 국군 제1군단은 하루 평균 26km 속도로 진격을 계속 하였으며, 보급 사정이 나빠 제대로 된 전투화도 못 신은채 맨발을 헝겊을 감은 채로 진격을 실시하였다. 국군은 강원선과 원산~김화 간 도로 그리고 세포, 평강, 법동 등 도의 남부, 서부 지역으로 통하는 큰길이 분리되는 교통요지인 신고산을 점령한 이후 북한군의 각종 소총 8,000여 정과 전차 4대를 비롯해 많은 무기와 의약품을 노획하였다.

### 원산상륙작전 (미10군단 상륙 작전)

#### 작전 준비 (병력, 보급 물자 준비)
맥아더 장군 및 유엔군사령부에서 명령을 하달한 대로 미 제10군단은 원산 상륙작전을 감행하여 북진작전을 조기에 종전시키기로 하였다. 미 제10군단의 제1해병사단은 인천에서 1950년 10월 16일에 상륙함정 승선을 마치고 출항하였으며, 미 제7시단은 철도와 차량을 이용해 부산에 이동하여 부산에서 1950년 10월 17일에 승선 및 물자 적재를 마쳤다.
그런데 문제는 승선하는 과정에서 병력의 승선이 지연되었고, 상륙부대인 미 제10군단의 병력, 및 장비 승선 및 수송으로 인해 미 8군의 보급노선인 인천과 부산의 보급기능을 2주 이상 마비시켰으며, 보급추진에 지장을 주면서 차후 미 제8군의 계획에 차질을 빚게 만들었다. 또한 국군 1군단이 10월 1일 38도선을 돌파하여 조기에 원산을 점령할 것이라는 상황을 전혀 고려하지 않아 계획 일정이 어긋나게 되었으며, 결론적으로 원산상륙작전은 행정적인 상륙으로 변질되었다.

#### 작전 개시 (기뢰소해작전~원산 상륙)
1950년 10월 10일 국군 1군단이 원산에 진격하고 다음날 11일에 원산을 점령한 이후, 미 해병1사단과 미 제7사단은 본래 계획대로 원산 상륙예정일인 1950년 10월 20일에 원산에 상륙할 예정이었다. 하지만 북한군은 유엔군의 상륙을 막기 위해서 원산항 부근에 32척 기뢰 부설선을 동원하여 3,000여 기의 기뢰를 10월 4일까지 설치하였고, 이는 상륙 부대가 예상한 일정에 맞춰 상륙하지 못하도록 방해하였다.
원산항에서 기뢰로 인해 상륙이 어려워진 유엔군은 10월 10일부터 가용한 모든 소해함정을 동원하여 소해작전을 펼쳤으나 실패하였고, 일본의 소해정 8척과 국군 해군의 704 · 516 · 510 · 영등포함이 작전에 참가하여 기뢰 소해에 힘썼다. 그러나 작전이 시작된 후 3일이 지난 10월 13일, 미 해군 소해정 2척이 기뢰에 접촉하여 침몰하였고, 10월 18일에는 국군 해군 516함과 일본 소해정 19호가 기뢰에 접촉하여 폭발하고, LST 영등포함은 대파되었다.
UDT 대원들의 기뢰 위치 확인 및 부표를 띄워 알리는 작업과 현지 주민들의 정보를 토대로 소해작전은 계속해서 진전을 이어나갔고, 마침내 소해작전은 시작한지 2주가 지난 1950년 10월 25일 오후가 되어서야 종료되었다.

##### 상륙
1950년 10월 19일 원산 해역에 도착한 후 대기하고 있던 미 제1해병사단은 기뢰제거 작업이 완료된 후인 10월 26일부터 상륙을 시작하여 1950년 10월 28일에 상륙을 마쳤다. 미 제7사단은 원산 상륙을 취소하고 방향을 함경남도 이원으로 틀어 10월 29일부터 11월 9일까지 이원에 상륙하였다.

## 세부 작전 분석

상공에서 찍은 영흥만

### 영흥만 소해 작전

#### 소해 작전 지역 선정
10월 2일, 제 7합동상륙기동부대사령관 스트러블 제독(기함, USS, Rocheseter)은 예하 소해전대장 스포퍼드(R. T. Spofford) 대령에게 제 10군단의 원산상륙작전을 위해 빠른 시일 안에 소해준비를 완료하고 영흥만에 집격할 것을 명령하였다.
제 95.6 소해전대에 배속된 6척의 미 해군 소해함정들은 10월 6일 사세보항을 출항하여 10월 10일 새벽, 영흥만에 도착했다. 소해전대는 일본 소해정의 증원으로 세력이 증가된 상태였다.

#### 전투 부대 및 주요 함정 배치

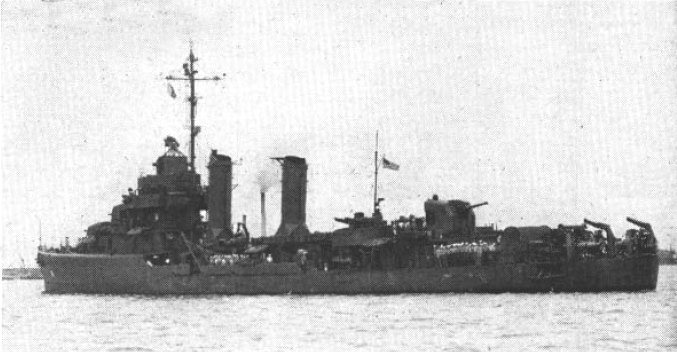
USS Endicott함

9월 25일과 30일 사이, 원산에는 세 가지 유형의 소해함정들이 배치되었다.
1) 소해구축함(DMS)
태평양사령부 소속으로 4척의 소해구축함은 주로 부족한 태평양함대 세력을 보완하기 위해 운용되고 있었다. 엔디코트(USS Endicott, DMS-35)와 도일(USS Doyle, DMS-34)의 전쟁일지(War Diaries)를 보면 한반도 도착이후 평균작전 형태를 알 수 있다.[항모 경계진:23일, 호송 및 호위: 9일, 보급 및 수립: 10일, 연안경계 및 함포지원: 24일]

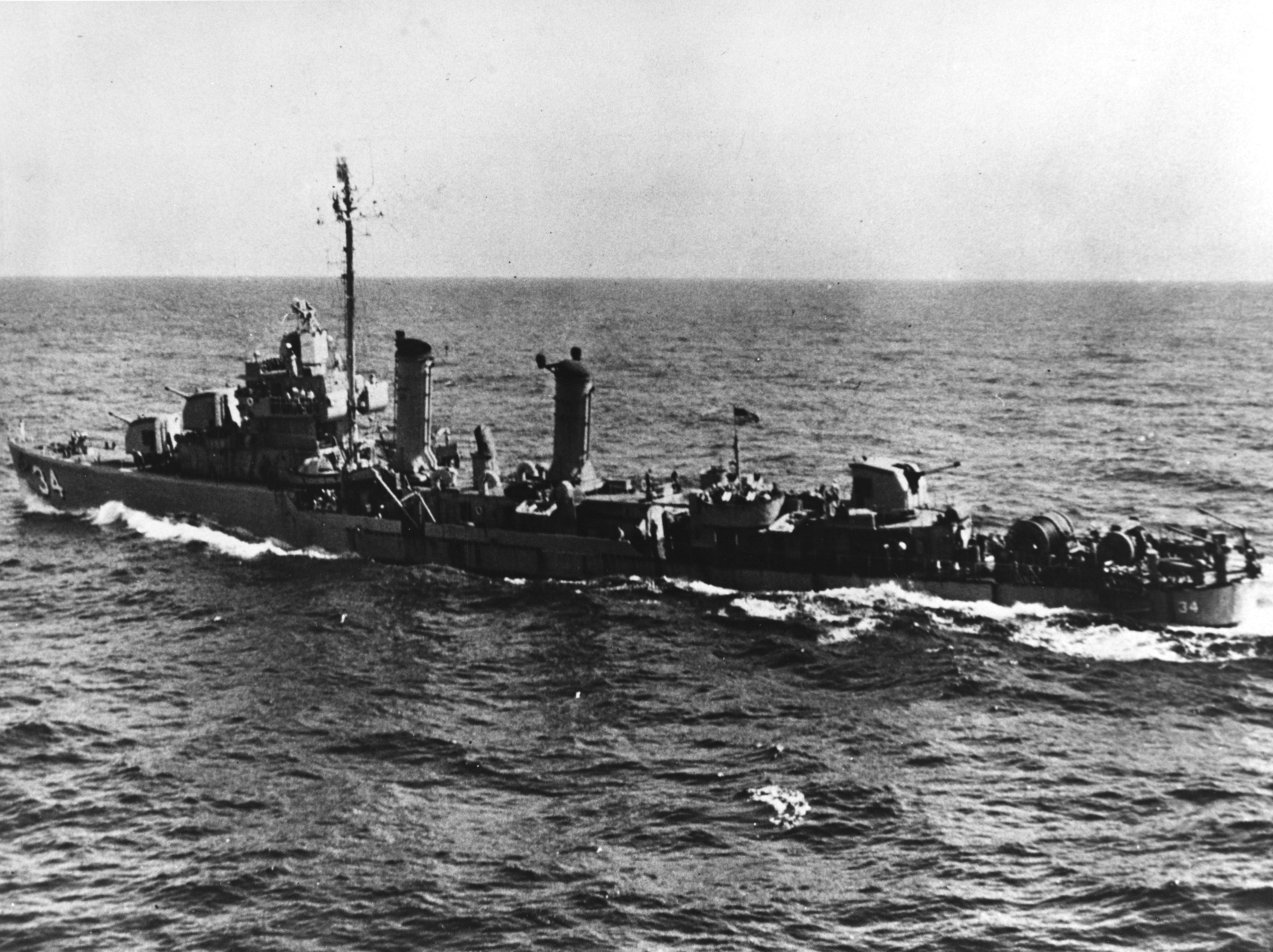
USS Doyle함

2) 철제 함대소해함(AM)
철제 함대소해함(AM) 4척 중에서 플레지(Pledge, AM-277)함 1척만 9월 7일까지 가동이 가능했고, 파이어러드(USS Pirate)함, 인크레더블(USS Incredible) 및 메인스테이(USS Mainstay)함은 퇴역한 상태였는데, 8월 14일 파이어러트함 및 인크레더블함은 재취항하였다. 제 3소해전대장(CTG 95.6) 작전통제 하 다음과 같은 임무를 수행하였다.
1. 사세보와 부산 간 호송 임무

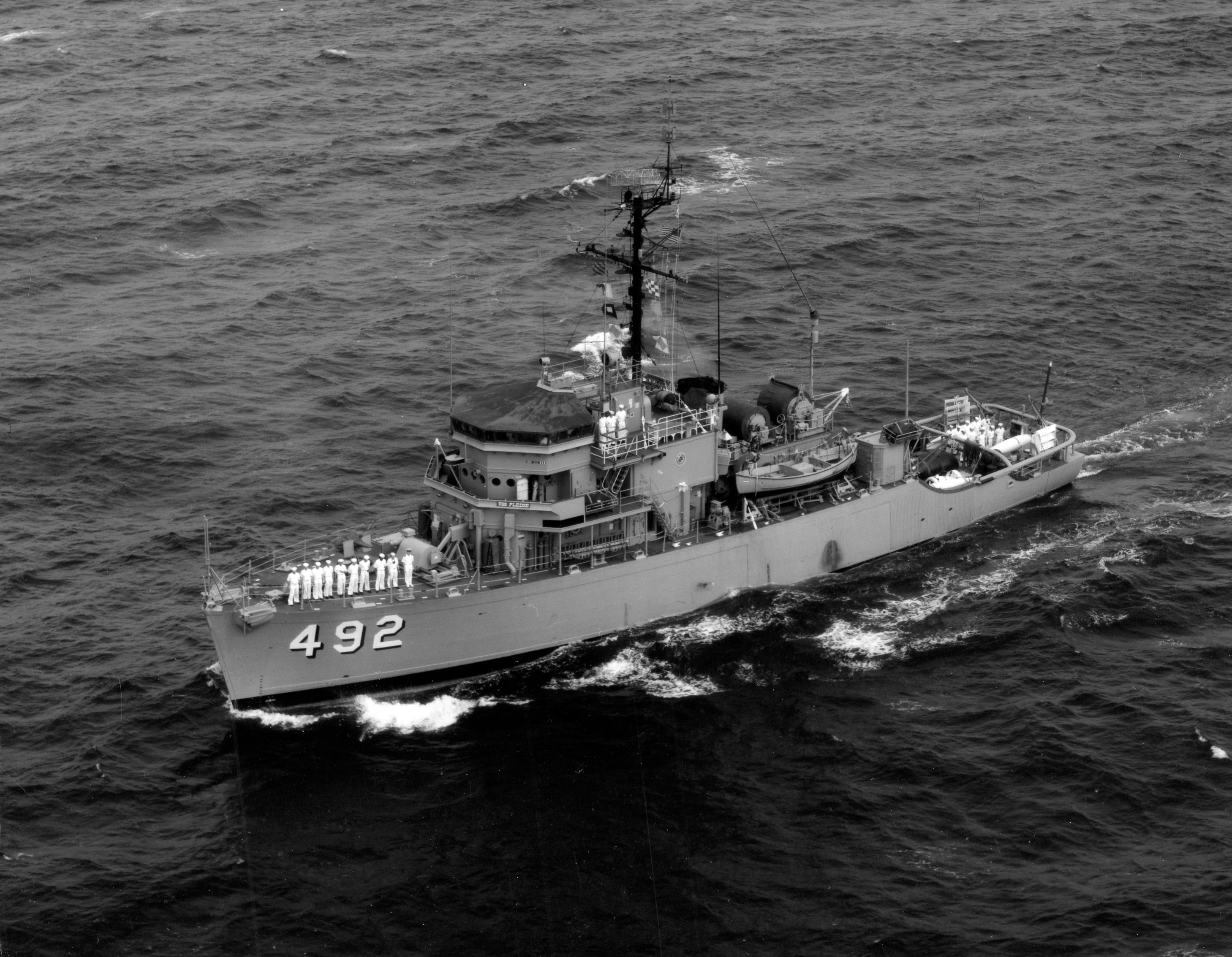
USS Pledge함

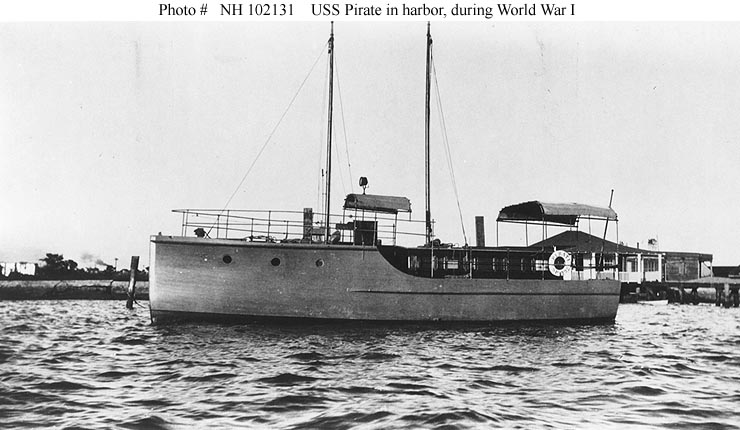
USS Pirate

2. 사세보-부산 호송로 상의 계류, 자기 및 음향기뢰 소해
3. 인천상륙작전 시 호위 경계진 및 소해탐색

3) 목제 연안소해함(AMS)
총 14척으로 샌디에고, 진주만, 괌 및 일본으로 분리되어 배치되었다. 일본에 배치된 함정들은 제 3소해전대장 작전 통제하 다음과 같은 임무를 수행하였다.
1. 사세보, 부산 및 진해 간 계류, 자기 및 음향기뢰 탐색 및 호송
2. 사세보 및 부산에서 항만 출입항 통제 선박 임무
3. 사세보 및 부산간 호송 임무
4. 인천상륙작전 시 호위, 경계진 및 소해탐색
5. 동해안 기뢰원에 대한 탐색 및 소해

#### 기뢰부설 해역에서 상륙해안으로의 접근 시도
10월 10일부터 소해함정은 경순양함 워체스터(USS Worchester, CL-144) 소속의 헬기와 함께 원산항 남쪽항로에 대해 소해작전을 시작하였다 충분한 통신장비를 보유하지 못한 채, 목재 연안소해함(AMS)은 헬기가 입수한 기뢰정보를 위해 워체스터함이 중계하여 수신할 수 있었다. 같은 날 오후 늦게 헬기에서 소해함 전방에 5개의 기뢰열이 있다는 정보를 입수하였고, 소해정은 기뢰위치를 확인하고 소해작전을 중단하였다. 스포퍼드 대령은 상륙시기를 맞춰야 하는 중요성을 감안하여, 상대적으로 소수의 기뢰가 부설된 해협을 선택해야 했다. 그래서 소련 선박이 사용하던 북쪽항로로 소해작전을 변경하였고, 10월 11일 원산항 입구에 대한 소해탐색에 박차를 가했다.

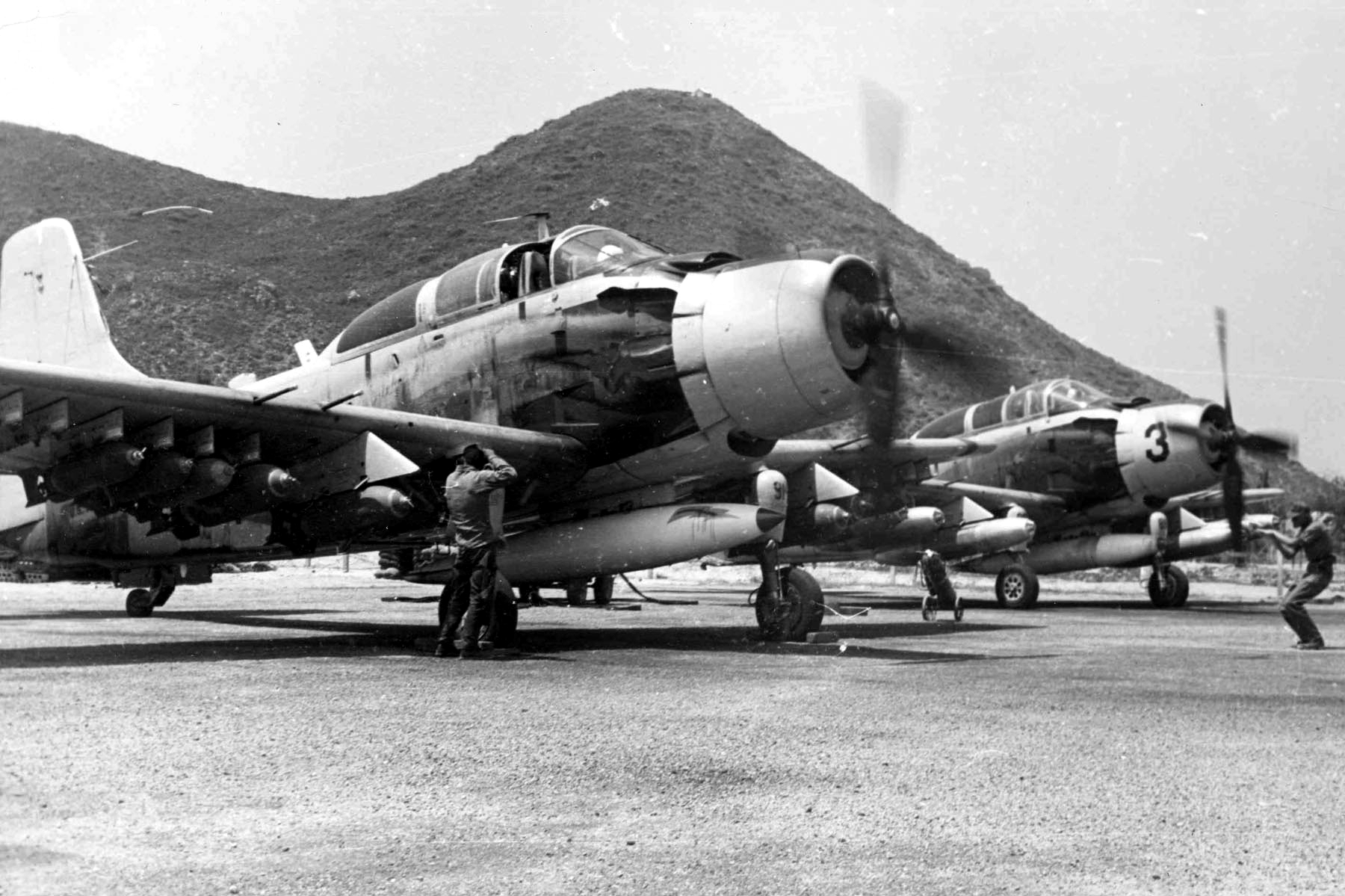
미군 전투기 더글러스 A-1 스카이레이더(Skyraider)

10월 10일 오후에 파이어러트, 레드헤드(Redhead) 및 채터러(Chatterer)함이 중원세력으로 도착했다. 증원세력의 도착으로 소해작업은 비교적 순조롭게 진행되었으며, 10월 11일과 12일 자정회의에 참모와 모든 지휘관이 모였을 때, 다음날부터 소해작전에 집중해 8일 남은 상륙작전 목표일 이전에 완료할 것을 당부했다.

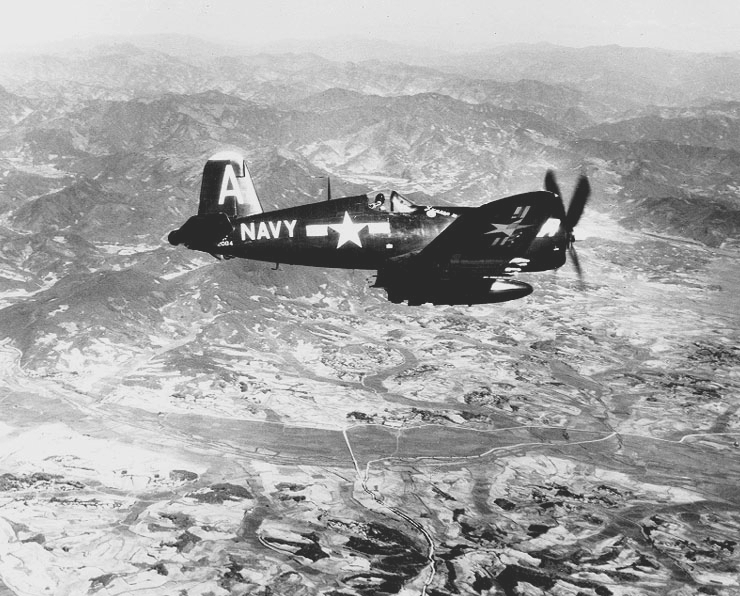
미국 보우트 사가 개발한 함상 전투기 F4U Corsair

#### 작전수행과정 및 결과 분석
스포퍼드 대령은 기뢰부설해역을 소해하는데 제 77기동부대의 항공기 폭격에 의한 기술을 채택하였는데, 기뢰원에 항모 항공기가 폭탄을 규칙적으로 투하하여 폭파시키는 방안이었다.

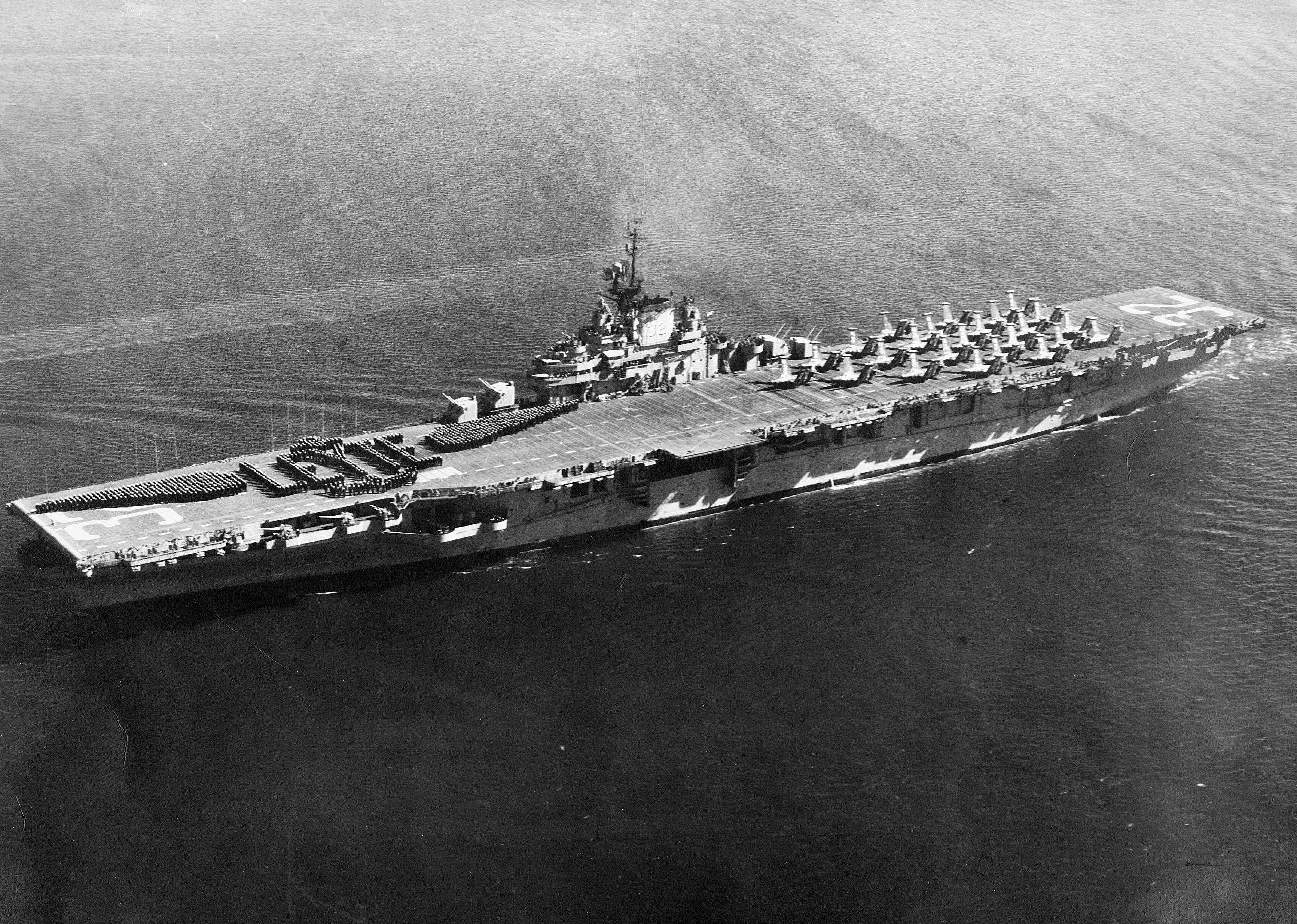
USS Leyte함

10월 12일 이른 아침에 기뢰원 폭격용 항공기(스카이레이더와 코사르 39대)들이 필리핀 씨(USS Philippine Sea)함과 레이테(USS Leyte)함에서 출격해 원산항에 도착하였다. 스카이레이더항공기들이 중요한 역할을 하도록 계획하였는데, 각각 항공기는 1000파운드 폭탄 3개를 장착하고 코샤르(Corsair) 항공기는 1000파운드 폭탄 한 개를 장착하여, 수심 25피트에서 폭발하도록 세팅(수압식 신관)하여 투하하도록 하였다.

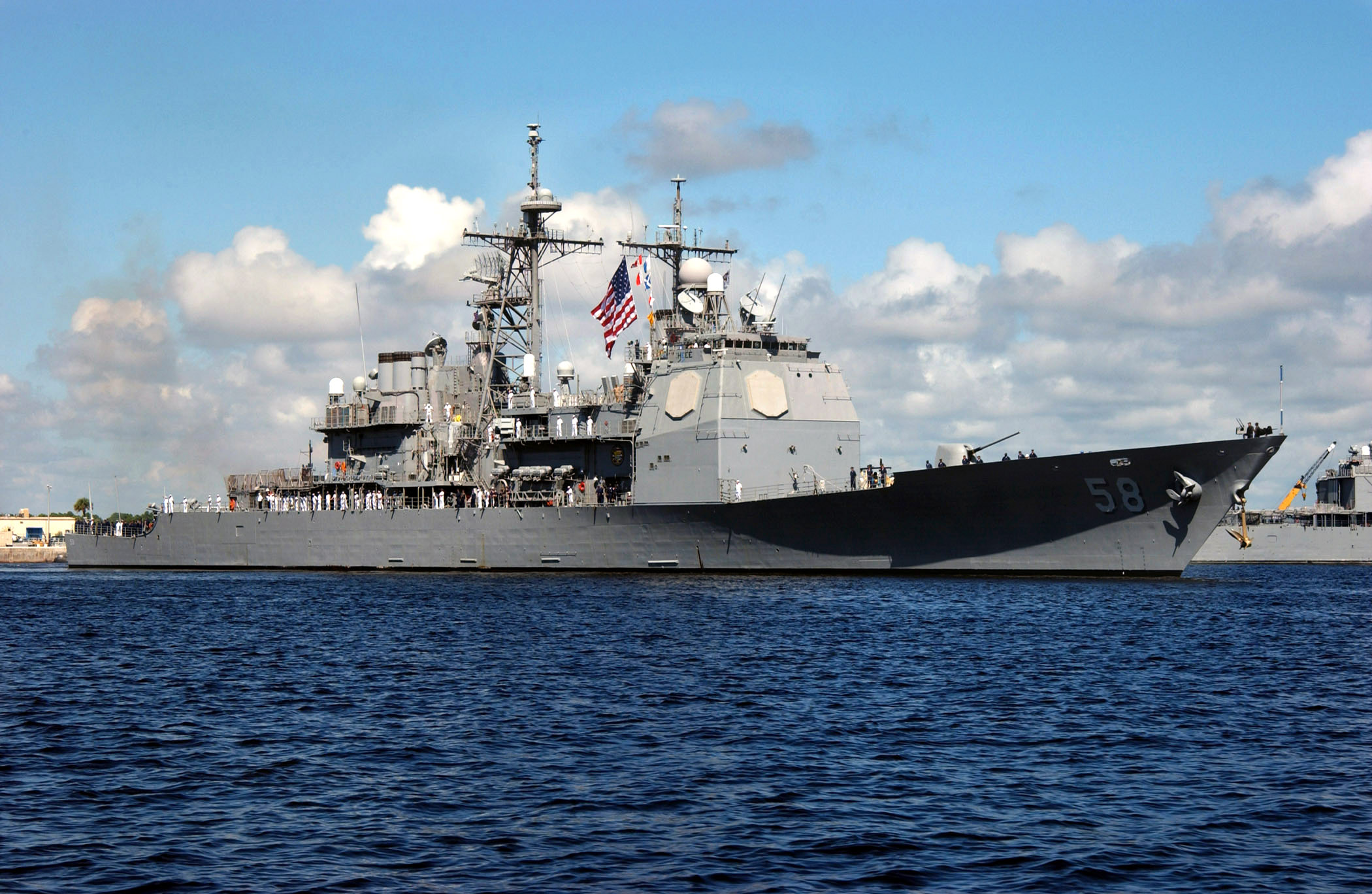
필리핀 씨(USS Philippine Sea)함

항모 항공기 조종사들은 두 개의 5마일 라인을 따라 투하간격을 200야드 거리를 유지하며 투하하려고 계획하였다. 해상에서 투하간격의 문제를 해결하기 위해 레이다 통제 하 한 대의 스카이레이더(Skyraider)가 연막부표를 탑재한 다른 스카이레이더(Skyraider)상공에서 비행하였다. 통제 항공기 신호에 따라 0.5마일 간격으로 연막부표를 투하하였다.
폭격 부대는 항공기를 두 개의 편대로 구분해, A 편대는 기뢰원의 오른 열에 14대의 스카이레이더와 8대의 코샤르, 그리고 B편대는 기뢰원의 왼쪽 열에 17대의 스카이레이더로 구성하였다.
기뢰 폭파의 결과는 정확히 알려지지는 않았으나, 10월 13일 파이어러트함이 폭격한 그 라인을 따라 좌현에서 1개의 기뢰, 우현에서 5개의 기뢰를 소해한 것과 파이어러트함과 플레지함이 오후에 그 근처에서 기뢰에 접촉되어 침몰한 것으로 미루어 보아 항공기에 의한 기뢰제거는 성공적이지 않았다는 것을 추측해볼 수 있다.

## 작전 결과

### 작전 성공 이후 (상륙 후)
맥아더 장군은 원산상륙이 임박하던 1950년 10월 24일에 미 제10군단장(당시 알몬드 소장)에게 예하의 모든 부대를 동원하여 최대한의 속도로 국경선까지 진격하라고 지시하였다. 이에 따라 미 제10군단은 상륙 부대인 미 제1해병사단과 미 제7사단을 투입하여 원산~함흥 지역을 확보하려 하였고, 장진호, 부전호, 풍산 방향으로 진출하려고 하였다.
유엔군사령부는 북한군의 작전수행능력을 가정하여 겨울이 오기 전 북한 전 지역을 점령하려 하였고, 후에 명백한 착오가 될 '중화인민공화국과 소련은 전쟁에 개입하지 않을 것'이라는 판단 하에 대규모의 병력을 한반도에 투입하였다. 서부전선은 미 제8군이, 동부전선은 미 제10군단이 희천과 장진호 사이의 약 80km 간격에 대한 대비책 없이 속수무책으로 국경을 향해 진격을 실시하였는데, 후에 중화인민공화국의 개입으로 처참한 결과를 낳게 되었다.

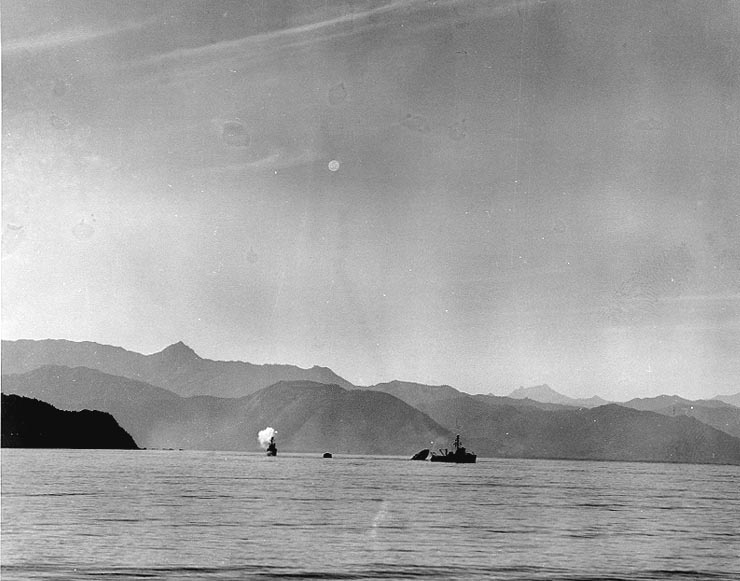
침몰하는 한국해군함정 AMS-516

### 피해 현황
영흥만 소해작전으로 예상치 않은 유엔 및 국군의 피해가 발생하였다. 유엔함정 2척(USS Pirate, Pledge/10월 13일), 한국해군함정 2척(FS 영등포정/10월 18일, AMS-516), 일본 소해정 1척(JMS-19/10월 18일)이 부설된 기뢰에 의해 침몰되었다. 미 소해함 침모로 92명의 사상자가 발생하였고 12명이 전사하였으며 부상자중 1명이 나중에 사망하였다. 한국 소해정 침몰로 15명이 전사하였고, 중상은 11명이었다.

## 평가

### 작전 계획 평가

#### 북한 지역의 지리적 여건 미고려
북진 계획 수립시 동부 축선은 국군 및 유엔군이 북상함에 따라 정면이 확대된다는 점을 고려하지 않음으로써 전투력이 분산되어 공격의 집중이 이루어질 수 없었다.

#### 이원적 작전지휘권의 문제
맥아더의 작전 수립 당시 한반도는 동서양분된 지형조건을 갖고 있어 지휘 단일화가 어렵다고 판단하에 서부축선과 동부축선을 분할하여 효과적인 작전을 수행하고자 하였으나 이원적 작전지휘권은 부대간 협조가 어렵고, 침투공간이 제공됨으로써 북한군이 공세가 전환될 수 있는 여건을 마련해주었다.

#### 작전지속지원 미고려
최초 목표는 미 8군 지휘권 통합시 인천항에 대한 보급기지 의존도가 과도하고 경부 육상보급로 상태가 불량함에 따라 원산항을 확보함으로써 보급의 문제를 해결하려고 하였으나 원산의 지정학적 이점 등으로 원산을 반드시 사수하고자 했던 북한군의 유엔군 측의 상륙작전에 대한 철저한 대비로, 유엔군 측은 상륙준비와 보급하역의 상충으로 작전지속지원이 어려웠다. 뿐만 아니라 국군 및 유엔군의 북진 작전을 실시함에 따라 보급선이 연장되게 되었고, 작전 지속 지원 능력은 더욱 약화되었다.

### 작전 과정 평가

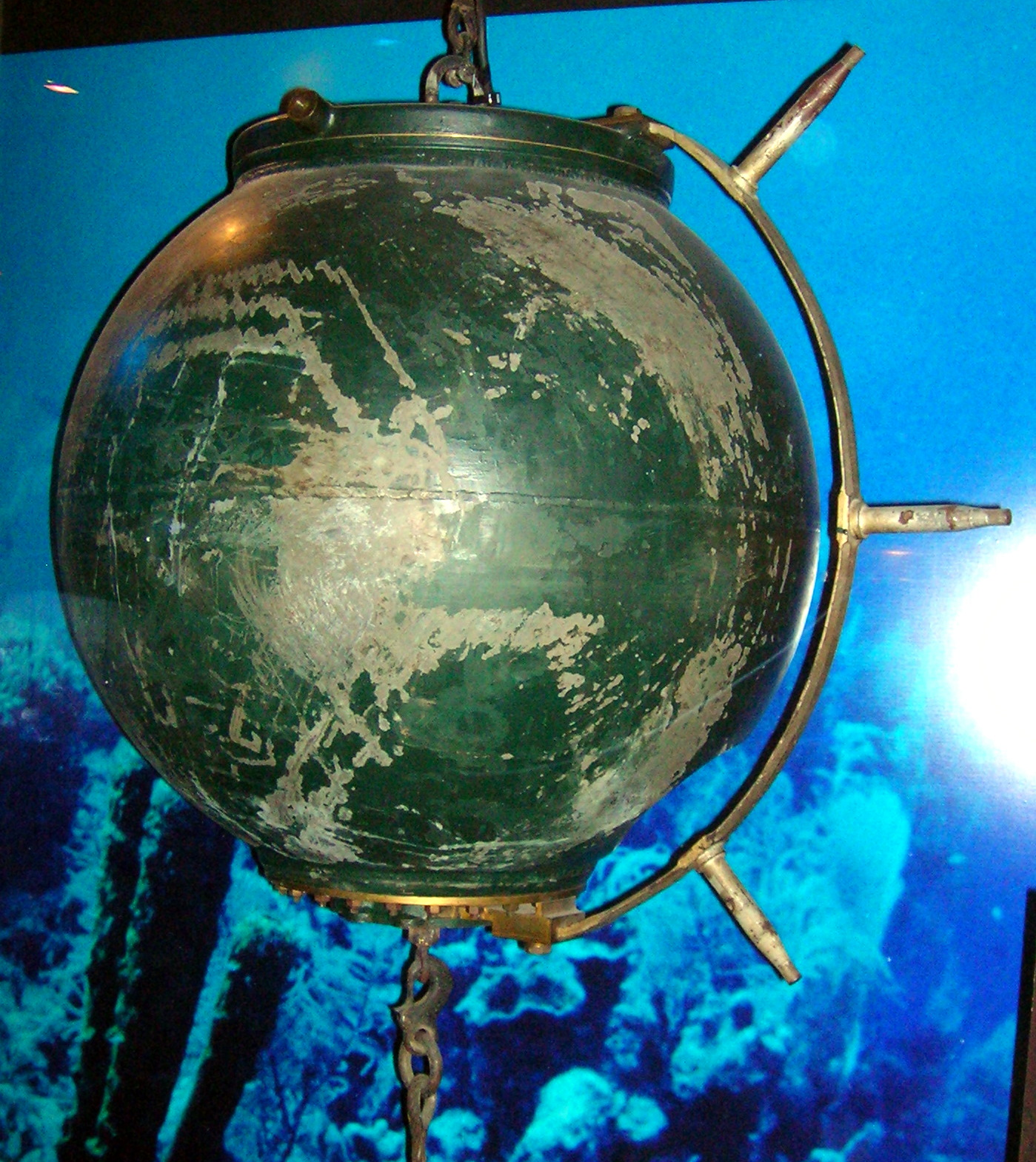
북한군은 소련에서 수입해온 기뢰를 사용하여 상륙을 저지하고자 했다.

#### 기뢰 제거 작업 작전의 성공
1950년 10월의 기뢰 부설로 원산 앞바다가 폐쇄되었다. 북한군에 의해 진행된 기뢰 설치는 주로 계류 기뢰(moored mines)나 부류 기뢰(floating mines)였다.
이 종류의 기뢰는 수면에서 멀리 떨어지지 않은 수중에 머물러 있었고, 서해와 달리 동해는 바닷물이 투명해서 기뢰를 맨눈으로 식별할 수 있어 수상 비행기나 헬리콥터를 이용하면 더 넓은 범위를 단시간에 정찰하는 것이 가능했다.
전쟁 초기에 열악한 조건에서 기뢰 제거 작업이 가능하다는 점을 보여주어 전쟁 내내 이어질 같은 작업의 좋은 예시가 되었다.

#### 국군의 성공적인 여건 조성 작전
국군 제 1군단과 예하 3사단, 수도사단은 성공적인 작전 수행으로 양야에서 원산일대까지 신속하게 진격하여 원산 점령에 기여하였다. 38도선 돌파 이후 3사단은 북한군의 후퇴 속도를 앞지른 신속한 진격속도로 동해안가도를 따라 10월 3일에 간성, 6일에 통천, 7일에 패천, 8일에 쌍음까지 진격하였다.
국군 제 1군단이 원산일대까지 신속하게 진격하였으나 북한군은 원산의 전략적, 전술적 중요성을 인식하고 각지의 패잔병들을 합류시켜 완강하게 사수하려하였으나 국군 3사단과 수도사단의 협동공격작전으로 원산 시가지 중심부를 점령함으로써 원산에 상륙할 수 있었다.
원산을 점령한 후 원산 일대를 경비하면서 미 제 10군단의 원산상륙을 엄호하였기 때문에 상륙작전을 실시할 수 있었다.

#### 결정적인 기회에 전투력 집중 미흡
병력을 한반도 남쪽으로 빙 둘러 원산으로 파견하여 북진이라는 중요한 시기에 병력의 유휴화 현상이 발생함에 따라 북진 작전 실시 과정에 있어서 원산 상륙 작전은 작전 지연에 따른 시간 낭비로, 작전의 한계점이다.
적절한 장비와 훈련받은 인원이 갖춰지지 않은 기뢰 제거 작업은 시간이 지연될 것이 예상됐음에도, 무리하게 추진하였으며 작전 역시 느리게 전개되었기 때문에 공격 작전의 신속성을 잃은 원산상륙작전은 사실상 전략적 전술적 가치를 잃었다고 볼 수 있다. 공산군의 해군 전력이 거의 없다고 간주하던 미 해군은 예상 못 한 수많은 기뢰 부설로 인해 작전이 지연되고, 피해가 컸다. 해당 작전을 맡았던 테스크 포스 95의 지휘관 알렌 스미스의 말에서 당시 유엔군측의 상황이 잘 드러난다:
“우리는 제1차 세계대전 이전의 무기를 사용하며 해군이 없는 나라에 바다의 지배권을 빼앗겼다.”

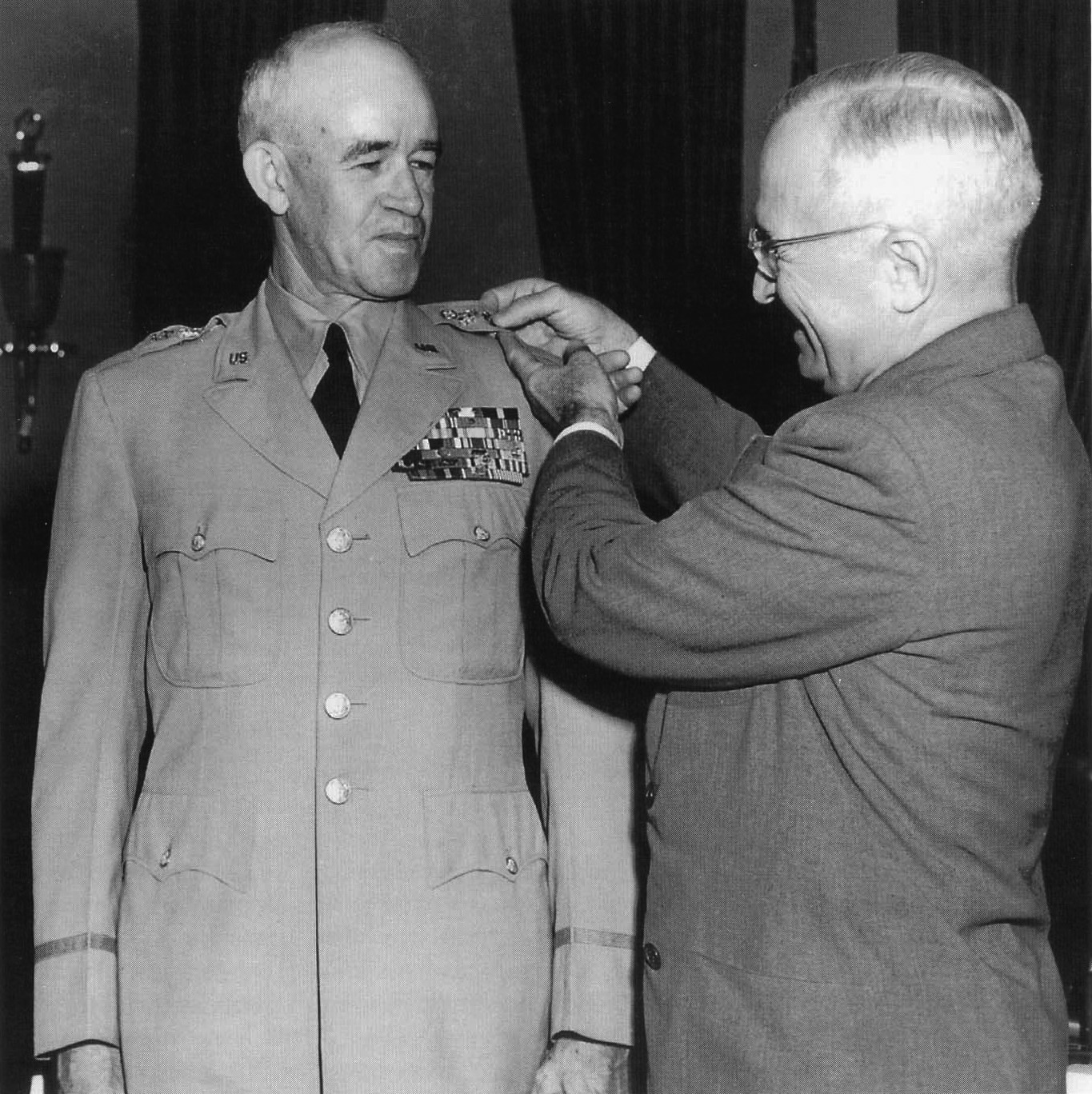
트루먼대통령의 모습

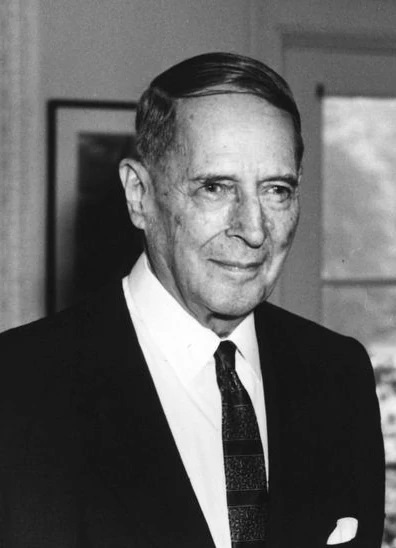
더글라스 맥아더 장군의 모습

#### 성급한 전쟁 종결 준비
맥아더 회담, 유엔군 전용기 준비 등 국내 정치 상황을 고려한 미군 및 유엔군은 한국전쟁을 조기에 종결시키고 본국으로 송환하려는 계획을 세웠다.

#### 적정 파악 미흡
중국군 개입을 고려하지 않은 무리한 북진 작전 계획을 펼치면서, 북한의 열세로 인한 중공군의 개입을 부추겼다는 평가도 존재한다.

### 작전 결과 평가

#### 원산 점령의 성공
원산은 해안가를 중심으로 근대적 교통 시설(선박, 철도와 항만 등)이 들어오는 패턴으로 도시 상업이 발전하였으며 항만, 부두나 해벽 같은 접안 시설과 창고 같은 저장 시설을 보유하고 있는 도시이다. 뿐만 아니라 경원선 등의 철도 및 동해횡단항로로 육상과 해상을 연결하는 지정학적 요충지이기 때문에 원산 상륙 작전을 통해 원산을 점령한 것은 차후 작전 계획 수립 및 효과적인 작전 수행을 위한 여건을 조성하였다는 의의를 지닌다.

#### 6.25전쟁과 원산상륙작전에 따른 가치 훼손
한반도가 대한민국과 북한으로 분단되고, 원산 상륙 작전이 계획됨에 따라 유엔군 측의 상륙작전을 저지하기 위해 기뢰를 설치하였다. 유엔군 측은 상륙작전을 위해 기뢰 제거 작업을 실시하였으나 북한군 측이 부설한 수많은 기뢰들은 원산으로 통하는 해상길을 끊었다.

#### 작전 지연에 따른 차후 작전의 차질

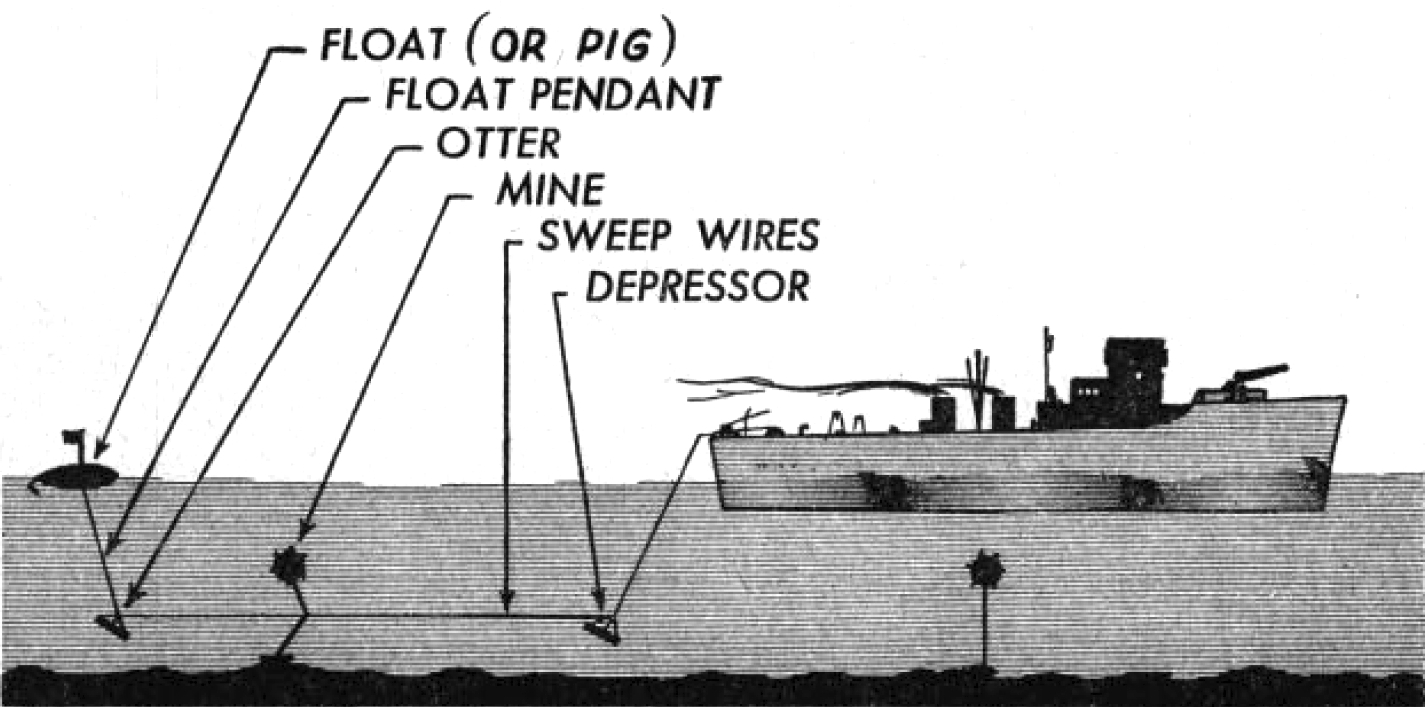
소해정의 이해를 돕기 위한 사진으로, 소해정에서 기뢰를 부설하는 장면을 묘사한 그림이다.

미 해군은 2차 대전 종전 이후 예산 삭감으로 인해 제대로 된 소해정과 기뢰 제거 병력을 보유하지 못했다. 임기응변을 발휘해서 한국전쟁에서 새롭게 전술적 가치를 인정받은 헬리콥터를 기뢰 탐지 작업에 동원하고, 자기방어가 아닌 전쟁에 참여할 수 없는 일본으로부터 소해 부대와 장비를 지원받아 간신히 원산항까지 이르는 항로를 개척했을 때는 이미 D-day로부터 10일이나 지난 후였다.
예측불허의 상황에서 전염병에 노출된 채 선박 안에서 불안한 날을 보내야 했던 유엔군 해군은 지연된 기간에 하릴없이 바다 위를 왔다 갔다 했고, 이후 이를 두고 원산 상륙을 ‘요요 작전(Operation yo-yo)’이라 불렀다. 상륙 작전 이후에도 다 제거하지 못한 기뢰는 전쟁 기간 원산 앞바다를 항해하는 배들을 계속 위협했다.

## 원산상륙작전의 시사점

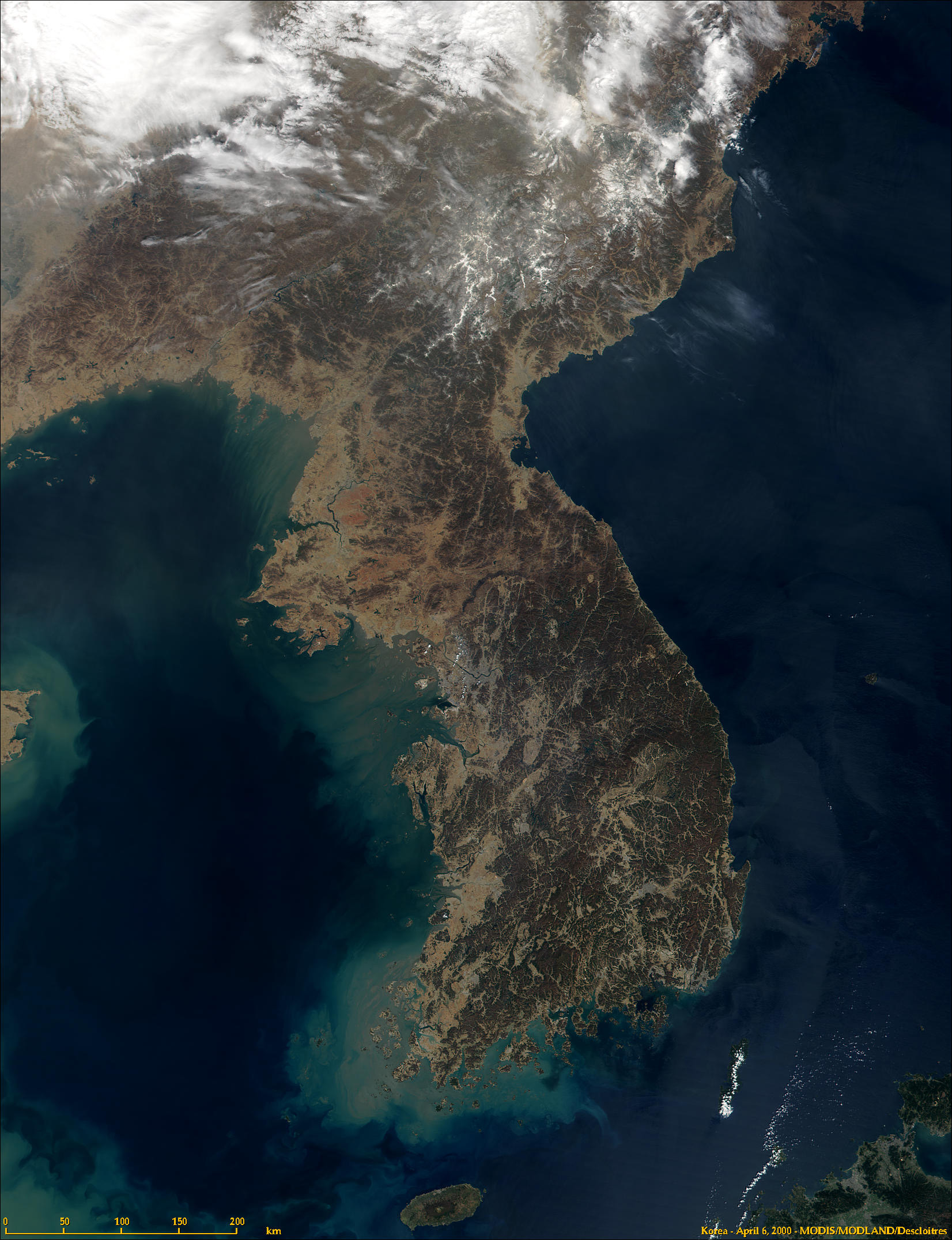
한반도는 삼면이 바다로 되어 있으며, 중국과 국경이 맞닿아 있는 반도이다.

한반도는 삼면이 바다로 되어 있으며, 공격 또는 방어작전 시 연안지역을 책임지역으로 부여받아 전투를 수행해야 하는 부대는 반드시 생기기 마련이다. 특히 남해안지역은 리아스식 해안으로 이루어져 있으며, 많은 섬들이 이루어져 있다. 서해안지역 또한 불규칙한 해안선과 광폭의 하천, 크고 작은 섬들이 산재해 있다.
연안해상을 장애물로 판단할 경우에는 공격작전이 효과적으로 이루어지지 않아도 기동만을 생각하기 때문에 아군의 불필요 노력과 희생이 증가되고 작전 성과를 달성하기 어렵다. 만약 연안해상을 기동공간으로 이용한다면 기동공간과 작전 방책이 훨씬 다양해지며, 적으로 하여금 전선에서의 대응뿐만 아니라 후방지역과 해안지역에 대한 대응을 강요하기 때문에 작전의 융통성을 보장받을 수 있게 될 것이다.
우리나라 해병대는 해병대 비젼2025를 작성하여 미래 해병대의 모습을 설계하고 그 청사진을 현실화하기 위해 각고의 노력을 하고 있다. 해병대 부대구조를 재검토하고 미래 전장 환경에 적응할 수 있는 강인한 전사를 만들기 위해 노력하고 그 전사들이 기동할 수 있는 기동수단의 확보와 전투에서 적용하여 싸워 이길 수 있도록 해병대에 적합한 교리를 연구개발하고 있다.

## 같이 보기
- 6.25전쟁
- 인천 상륙 작전
- 진남포 소해작전
- 장사 상륙 작전(장사동상륙작전)
- 통영 상륙 작전
- 갈리폴리 상륙작전
- 노르망디상륙작전

## 참고 문헌
1. 나종남, 《군사작전을 통해 본 6.25전쟁》, 3판, 도서출판 양서각
2. 전종순,이준성, 《우리가 겪은 6.25전쟁 (3. 새로운적, 새로운 전쟁)》, 1판, 도서출판 ARAM
3. 존 톨랜드(옮긴이 김익희), 《존 톨랜드의 6.25전쟁 1》, 1판, 도서출판 비움
4. JTBC 두 도시 이야기 제작팀, 《두 도시 이야기(서울 평양 그리고 속초 원산》, 1판, 중앙북스
5. 조정훈 등 9명,《6.25전쟁 주요 전투1》, 국방부 군사편찬연구소
6. EDWARD J, MAROLDA 편저,《한국전쟁과 미국 해군》, 1판, 한국해양전략연구소
7. 온창일 등 8명, <6.25전쟁 60대 전투>, 황금알
8. 임성채 등 4명, <6.25전쟁과 한국해군작전>, 해군본부
9. 김행자, <6.25 한국전쟁사 제 6권>, ESSAY
10. 김강녕 ( Kim Kang-nyeong ). "한국의 주요상륙작전과 해병대의 위상." 전략논단 30.- (2019)
11. 김윤미(Kim Yunmi). "한국전쟁기 유엔군의 원산 상륙작전과 철수작전을 통해 본 해상수송." 인문사회과학연구 23.1 (2022)
12. 김정환(Jeonghwan Kim),박진영(Jinyoung Park),and 문호석(Hoseok Moon). "상륙함의 제원 데이터 분석을 통한 상륙함의 진화와 상륙작전 패러다임의 변화 연구." 한국군사학논집 76.2 (2020)
13. 김대경,김정운,and 안운호. "상륙작전교리 측면에서 본 통영상륙작전의 의의 -연안상륙작전 교리를 중심으로-." 전략논단 4.- (2006).
14. 김두형(Doohyung Kim). "상륙작전 제한사항 극복을 위한 해병대 전투차량 도섭능력 향상방안 연구." 한국자동차공학회 학술대회 및 전시회 2015.11 (2015).
15. 김성식. "상륙작전시 작전선 선정 방안 연구." 전략논단 28.- (2018).
16. 최현호. "상륙 작전의 실질적 수행자-상륙주정 : 보다 많이 싣고 보다 빠르게 움직이도록 발전하는 상륙전 필수요소." 國防과 技術 -.484 (2019).
17. 박희성. "6･25전쟁 초기 북한 해군의 해안방어 작전－원산 제588군부대 작전을 중심으로－." 사총 98.- (2019).
18. 丁振聲 ( Jin Sung Chung ). "함경선 개통과 원산의 지역 경제." 經濟史學 46.3 (2022).